# Stoofpolder
De Stoofpolder is een polder welke behoort tot het complex: Polders tussen Lamswaarde en Hulst.
De polder omvat het westelijk deel van de oorspronkelijke Mispadpolder, dat ten gevolge van de inundatie van 1585 onder water kwam te staan. Dit geïnundeerde deel werd tijdens het Twaalfjarig Bestand, in 1621, herdijkt als een afzonderlijke polder en kreeg de naam Stoofpolder. Deze polder is 113 ha groot.
De buurtschap Molenhoek ligt aan de Notendijk, die de zuidelijke begrenzing van de polder vormt.
Burghpolder · Clinge- en Kieldrechtpolders · Clingepolder · Dullaertpolder · Eekenissepolder · Graauwsche Polders · Havenpolder · Hertogin Hedwigepolder · Hoof- en Molenpolder · Hooglandpolder · Kieldrechtpolders · Kievitpolder · Kleine Molenpolder · Koningin Emmapolder · Langendampolder · Louisapolder · Mariapolder (Hulst) · Melopolder · Mispadpolder · Molenpolder (Hulst) · Nijspolder · Noordhofpolder · Oude Graauwpolder · Oudelandpolder · Polders tussen Lamswaarde en Hulst · Polders van Hontenisse en Ossenisse · Saaftingepolders · Saeftingepolder · Ser-Pauluspolder · Stoofpolder · Van Alsteinpolder · Vitshoek · Willem-Hendrikspolder · Zandpolder · Zoutepolder